# Apanteles clita
Apanteles clita är en stekelart som beskrevs av Nixon 1965. Apanteles clita ingår i släktet Apanteles och familjen bracksteklar. Inga underarter finns listade i Catalogue of Life.